# 피터 스토메어
롤프 페테르 잉바르 스토르마레(스웨덴어: Rolf Peter Ingvar Stormare, 1953년 8월 27일 ~ )는 피터 스토메어(Peter Stormare)라는 영어식 독음으로 널리 알려진 스웨덴의 배우이다.

## 출연 작품

### 영화
- 화니와 알렉산더 (1982)
- 사랑의 기적 (1990)
- 데미지 (1992)
- 파고 (1996)
- 쥬라기 공원 2: 잃어버린 세계 (1997)
- 플레잉 갓 (1997)
- 머큐리 (1998)
- 위대한 레보스키 (1998)
- 아마겟돈 (1998)
- 8미리 (1999)
- 브루져 (2000)
- 초콜렛 (2000)
- 어둠 속의 댄서 (2000)
- 밀리언 달러 호텔 (2000)
- 스펀 (2002)
- 윈드토커 (2002)
- 배드 컴퍼니 (2002)
- 턱시도 (2002) - 닥터 심스 역
- 마이너리티 리포트 (2002)
- 나쁜 녀석들 II (2003)
- 탄생 (2004)
- 2001 매니악스 (2005)
- 배트맨 VS 드라큐라 (2005) - 애니메이션
- 그림 형제: 마르바덴 숲의 전설 (2005)
- 콘스탄틴 (2005) - 루시퍼 역
- 언노운 (2006)
- 나쵸 리브레 (2006)
- 프리모니션 (2007)
- 인새니테리움 (2008)
- 호스맨 (2009)
- 파르나서스 박사의 상상극장 (2009)
- 제이니 존스 (2010)
- 헨리스 크라임 (2010)
- 딜런 독: 죽음의 밤 (2011)
- 영웅이 되고 싶은 남자 (2011)
- 락아웃: 익스트림미션 (2012)
- 완전범죄 프로젝트 (2012)
- 페인 앤 게인 (2013)
- 엉덩이 요정 마일로 (2013)
- 제로법칙의 비밀 (2013)
- 라스트 스탠드 (2013)
- 시베리안 에듀케이션 (2013)
- 헨젤과 그레텔: 마녀 사냥꾼 (2013)
- 22 점프 스트리트 (2014)
- 토카레브 (2014)
- 마다가스카의 펭귄 (2014) - 애니메이션
- 은밀한 유혹: 내가 잠든 동안에 (2014)
- 아이 엠 히어 (2014)
- 클라운 (2014)
- 스트레인지 매직 (2015) - 애니메이션
- 에브리띵 윌 비 파인 (2015)
- 다크 썸머 (2015)
- 파괴자들 (2016)
- 존 윅: 리로드 (2017)
- 브이아이피 (2017)
- 넛잡 2 (2017) - 군터 역 (애니메이션)
- 어쌔씬스 코드 (2018, The Assassin's Code)
- 스카이 라인: 더 비욘드 (2018)
- 포이즌 로즈 (2019)
- 락다운 213주 (2020) - 에메트 할랜드 역
- 크립토주 (2021, Cryptozoo)
- 데이 시프트 (2022)
- 언틸 던: 무한루프 데스게임 (2025) - 힐 박사 역

### 텔레비전
- 히틀러: 악의 탄생 (2003)
- 프리즌 브레이크 (2005-07)

### 비디오 게임
- 데스티니 (2014)
- 언틸 던 (2015)
- 데스티니 가디언즈 (2017)